# وادي حوتان (المخادر)

تعديل مصدري - تعديل

وادي حوتان محلة تابعة لقرية المخادر، التابعة لعزلة جبل عقد بمديرية المخادر إحدى مديريات محافظة إب في الجمهورية اليمنية، بلغ تعداد سكانها 73 حسب تعداد اليمن لعام 2004.